# Семёнов, Анатолий Фёдорович (филолог)
Анатолий Фёдорович Сёменов (17 июня 1863, Мюнхен — не ранее 1931) — российский филолог, историк греческой литературы, эпиграфист; профессор Историко-филологического института в Нежине, Варшавского и Ростовского университетов.

## Биография
Сын доктора медицины, детство провёл в Германии. В семье увлекались искусством: сводными братьями Семенова были художники Александр и Павел Сведомские, сам он в юности посещал консерваторию. Начальное образование получил под руководством отца, экзамен на аттестат выдержал в гимназии г. Фрайзинг (1883 год). Недолго занимался медициной, затем перешёл на филологическое отделение: в 1888 году окончил Мюнхенский университет по специальности «классическая филология». Студентом заинтересовался лексической семантикой, по-видимому, под влиянием Э. Вельфлина, в 1909 откликнулся на его смерть некрологом в журнале «Гермес» (№ 1).
В Петербурге 1890-х годов выдержал магистерский экзамен и завершил историко-филологическую по теме диссертацию «Antiquitates juris publici Cretensium praemisso conspectu geographico, ethnographico, historico» (СПб., 1893; на защиту вышел с 2-м изданием — Юрьев, 1894; обзор древней истории Крита по надписям и свидетельствам античных авторов).
С 1894 по 1906 учительствовал в Киеве: 2-я гимназия, Киево-Печерская гимназия, частная гимназия В. Петра. Приват-доцент Университета Св. Владимира в 1896—1906 годах, член киевского филиала Общества классической филологии и педагогики. В Киеве 1895 года состоялась и защита его диссертации (магистр греческой словесности). Среди публикаций этого периода выделяются ещё очерки по истории греческой поэзии «Введение к чтению Феокрита» (Киев, 1896) и «Древнегреческая эпиграмма» (Киев, 1900), но особенно монография «Симонид Кеосский, его жизнь и поэзия» (Киев , 1903), 2-е издание которой (под заглавием «Греческий лирик Симонид Кеосский и сохранившиеся отрывки его поэзии». Нежин, 1912) включало собрание фрагментов поэта с обширным комментарием.
С 1906 году Семёнов служил в Петербурге — преподаватель древних, немецкого и французского языков в Ларинской гимназии, Училище Святой Екатерины, Покровской женской гимназии; с 1907 читал лекции в Петербургском университете (приват-доцент). Награждён орденами Св. Станислава 3-й и 2-й степени и орденом Св. Анны 3-й степени.
В 1911 году занял должность экстраординарного профессора в Историко-филологическом институте г. Нежина, в 1913 году перешёл на ту же должность в Варшавский университет. После эвакуации последнего в Ростов (1915 год) продолжил преподавание в организованном на его базе Донском (Северо-Кавказском) университете: ординарный профессор с 1917 года. В послереволюционные годы преподавал ещё в Археологическом институте и на Педагогических курсах Ростова. С начала 1920-х годов, по мере сокращения в вузовских программах часов древних языков, обращался к эпиграфическим и археологическим занятиям. Член Северо-Кавказского общества археологии, истории и этнографии (печатался в записках общества). На протяжении всей жизни регулярно выступал с рецензиями в российской и германской научной периодике. Автор учебных пособий по древнегреческой литературе.
Сведений о судьбе Семёнова после 1931 года в ростовских архивах исследователями не обнаружено, время и место его смерти остаются неизвестными.